# I-26
El I-26 (イ-26?) fue un submarino portaaviones del Tipo B1 de la Armada Imperial Japonesa que participó en la Segunda Guerra Mundial hasta su hundimiento en 1944.

## Descripción
El I-26, con un desplazamiento de 2.600 t en superficie, tenía la capacidad de sumergirse hasta 100 m, desarrollando entonces una velocidad máxima de 8 nudos, con una autonomía de 96 millas náuticas a una velocidad reducida de 3 nudos. En superficie, su autonomía era de 14.000 millas náuticas a una velocidad de crucero de 16 nudos, desarrollando una velocidad máxima de 23,6 nudos. Trasportaba un hidroavión biplaza de reconocimiento Yokosuka E14Y conocido por los Aliados como Glen, almacenado en un hangar hidrodinámico en la base de la torre de la vela.

## Historial
Previamente a la entrada de Japón en la Segunda Guerra Mundial, el I-26 estuvo realizando reconocimientos de las bases estadounidenses en las islas Aleutianas. Tras iniciarse las hostilidades y patrullando la costa oeste de los Estados Unidos, hundió el primer mercante estadounidense del conflicto el mismo día 7 de diciembre, el Cynthia Olson.
El 1 de febrero de 1942 sobrevivió a un ataque aéreo por parte de aparatos del USS Enterprise mientras se encontraba en Kwajalein. El 4 de marzo fue asignado como reserva para aprovisionar de combustible en el atolón de French Frigate Shoals a los dos hidroaviones Kawanishi H8K2 que participaron en la Operación K, un segundo bombardeo a Pearl Harbor. El hidroavión del I-26 fue dejado en tierra y su hangar ocupado por seis depósitos de combustible de aviación, aunque el repostaje fue realizado sin problemas por los I-15 e I-19.
El 7 de junio de 1942 ataca y hunde al transporte estadounidense Coast Trader en la posición (48°19′N 125°40′O / 48.317, -125.667). El 20 del mismo mes dispara con cañón a un faro y una estación de radio en Vancouver, Canadá, siendo el primer ataque a suelo canadiense desde 1812. El 31 de agosto alcanzó con un único torpedo al USS Saratoga, que requirió regresar a Pearl Harbor bajo remolque para ser reparado. No fue posible lanzar una salva completa de seis torpedos debido a un fallo en uno de los tubos. Uno de los cinco torpedos lanzados tomó un rumbo errático debido a un mal funcionamiento del sistema de guiado, y solamente uno de los cuatro restantes alcanzó al portaaviones estadounidense.
En octubre de 1942 realizó varias misiones de reaprovisionamiento de combustible a hidroaviones de reconocimiento Aichi E13A en un arrecife 50 kilómetros al sur de la Isla de Rennell. Tras ser localizado durante uno de ellos por un B-17, tuvo que realizar una inmersión de emergencia que dañó tres de sus tubos lanzatorpedos al impactar contra el fondo marino. El 13 de noviembre de 1942, durante la batalla naval de Guadalcanal, lanzó torpedos desde los tres tubos funcionales a una formación de cruceros, alcanzando al USS Juneau en la santabárbara, provocando una enorme explosión que lo hundió en solo un minuto, sobreviviendo apenas 100 tripulantes. Los cinco hermanos Sullivan, que servían juntos en el Juneau, perecerían.
Patrullando en aguas australianas, el 11 de abril de 1943 torpedea y hunde al mercante de 4.732 toneladas Recina. El 24 de abril hace lo mismo con otro mercante, el Kowarra, de 2.125 toneladas. El 28 de diciembre daña más allá de toda reparación al transporte Robert F. Hoke, un Clase Liberty de 7.176 toneladas. El 2 de enero de 1944 hunde a otro Liberty, en esta ocasión el Albert Gallatin. El 13 de marzo hunde al petrolero H.D. Collier, de 8.298 toneladas. El 21 de marzo otro petrolero tiene el mismo destino, el Grena, de 8.117 toneladas. El 29 del mismo mes, otro Liberty es hundido, el Richard Hovey.
El 27 de junio de 1944 realiza una misión de suministro a Saipán, transportando un cañón de 75 mm montado en un unpōtō, estibado a popa, y remolcando un unkatō cargado con armas y municiones. Es redirigido a Guam, alcanzando la isla el 9 de julio, justo cuando se produce la invasión estadounidense de la misma. Pese a encallar, consigue liberarse, entregar su carga y tomar a 120 pilotos como pasajeros, dirigiéndose de nuevo a Japón.
Las fuentes consultadas no coinciden en la fecha del hundimiento del I-26, ni en las unidades que participaron en el mismo. Ni tan siquiera las posiciones facilitadas coinciden. Todos parecen coincidir en su participación en la batalla de Samar y su desaparición o hundimiento en octubre de 1944.